# 西澤宏繁
西澤 宏繁（にしざわ ひろしげ、1937年（昭和12年）5月28日 - ）は、日本の銀行家。元日本興業銀行代表取締役専務、元東京都民銀行会長、元企業再生支援機構代表取締役社長。

## 来歴
東京市杉並区に生まれる。父は終戦後、郷里の滋賀県愛知郡愛知川町で電気店を開業した。
1957年、京都大学に進学。作家志望から当初は文学部を目指すも、父からの忠告を入れて経済学部を選ぶ。また、同好会「基礎産業研究会」で活動した。
1961年に大学を卒業して同年4月、日本興業銀行に入行。1989年6月から取締役、1992年6月から常務取締役を歴任した。
1997年2月、東京都民銀行に顧問として入行。これは命じられての転籍だった。当時、東京都民銀行はバブル崩壊後の金融危機を受けて苦境にあった。西澤は大胆なリストラでいち早く不良債権を処理した。同年6月に代表取締役頭取に就任する。「路地裏の企業家魂を支える」をスローガンに掲げ、中小企業への貸し出しを積極的に行う新商品を次々に投入した。ロイヤリティーの高い顧客のサポートもあり、公的資金に頼らない再建を果たした。
また無担保・無保証の運転資金貸出である「スモールビジネスローン」を創出した。「スモールビジネスローン」は日本金融通信社より「ニッキン賞」を受賞している。
このほか、当時の東京の地場産業であった印刷業などが衰退する中、今後の東京の特性を生かし地域社会や日本にも貢献できるものは「医療（技術）」であると予見した西澤は、社内に「医療事業部」を設立した。
7年間務めた後、2004年6月に代表取締役会長となる。以後相談役（2008年6月）・顧問（2009年6月）を務めた。
この間、2007年、旭日小綬章を受章。2007年11月より東京商工会議所理事を務める。
2009年10月、企業再生支援機構代表取締役社長に就任する。2012年4月に退任。
2012年6月より日本リスク・データ・バンク顧問、2013年7月よりアライアンスパートナーズ顧問、2015年6月よりダイオーズ社外取締役をそれぞれ務める。

## 人物
学生時代に結核に罹患した経験から健康と運動の重要性に気付き、日本興業銀行時代に、社内に運動場（スポーツクラブ）をつくるように働きかけたり、部長職時はDoスポーツ（現在は閉店）で運動後に部会をおこなったりした。